# Antocha (Orimargula) flavella fuscolineata
Antocha (Orimargula) flavella fuscolineata is een ondersoort van de tweevleugelige Antocha (Orimargula) flavella uit de familie steltmuggen (Limoniidae). De ondersoort komt voor in het Palearctisch gebied.